# Bogdan Celiński
Bogdan Celiński ps. Wiktor (ur. 2 września 1921 w Warszawie, zm. 31 stycznia 2016) – polski podporucznik, żołnierz Szarych Szeregów i 3. drużyny II plutonu „Alek” 2. kompanii „Rudy” batalionu Zośka, powstaniec warszawski, inżynier mechanik.

## Życiorys
Syn Władysława i Władysławy z Pokorskich. Uczeń Prywatnego Męskiego Gimnazjum i Liceum Zrzeszenia Nauczycieli „Oświata” oraz Szkoły Wawelberga i Rotwanda.

### Działalność konspiracyjna w czasie II wojny światowej
Od 1941 do 1942 roku członek tajnej organizacji wojskowej, w ramach której ukończył szkolenie wojskowe. Podczas okupacji niemieckiej pracował w zakładach Bruhn-Werke. W 1942 r. włączył się do konspiracji i wraz z grupą kolegów z pracy wstąpił do Szarych Szeregów. Znalazł się w Hufcu Południe (Sad 300). Uczestniczył w kursie Wielkiej Dywersji. 20 sierpnia 1943 r. wziął udział w akcji Taśma pod Sieczychami, był w grupie atak II, atakującej strażnicę. Uczestniczył też w obu bazach leśnych - Par. I i Par. II. Ukończył II turnus Szkoły Podchorążych Rezerwy Piechoty Agricola.

### Udział w powstaniu warszawskim
W powstaniu warszawskim walczył na Woli i Czerniakowie. Podczas walk na Woli brał m.in. udział w wyzwalaniu Gęsiówki. Dwukrotnie ranny na Woli (w rękę i brak) trafił do szpitala Jana Bożego na Starym Mieście. Pod koniec sierpnia kanałami przedostał się na Śródmieście. Włączył się do walki na Czerniakowie, gdzie został ponownie ranny, tym razem w nogę. Wraz ze Stanisławem Lechmirowiczem – Czartem znalazł się na statku Bajka. Razem z Czartem przedostał się na Pragę po przęsłach mostu Poniatowskiego. Stamtąd trafił do szpitala w Michalinie. Następnie przebywał w szpitalu w Otwocku.
Do Warszawy powrócił na początku 1945 r. i włączył się w akcję ekshumacyjną poległych Zośkowców.

### Losy powojenne

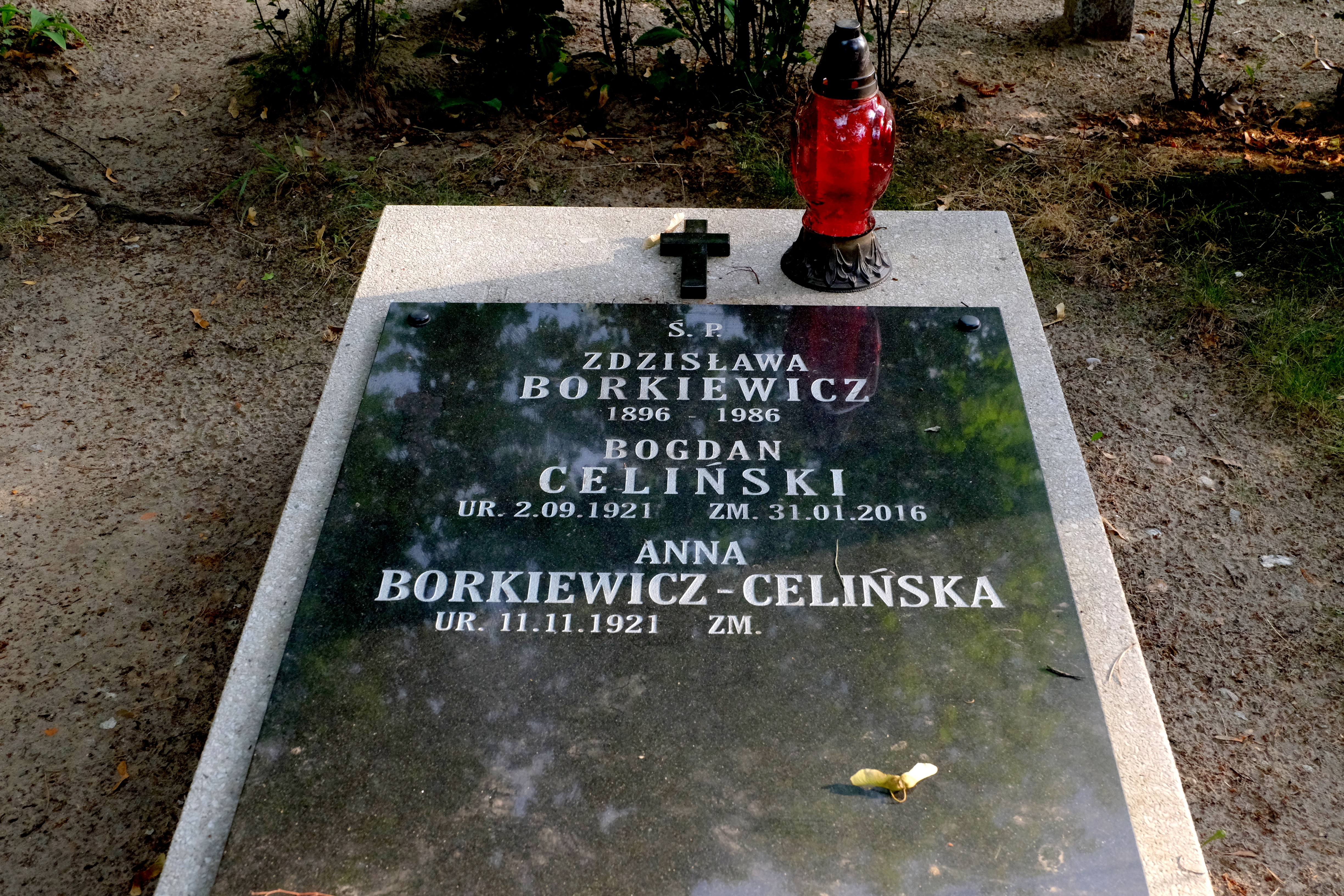
Grób Bogdana Celińskiego na Cmentarzu Wojskowym na Powązkach w Warszawie

Po zakończeniu wojny powrócił na studia w szkole Wawelberga, które ukończył z tytułem inżyniera mechanika.
W styczniu 1949 roku został aresztowany przez UB i osadzony w wewnętrznym areszcie Ministerstwa. Następnie przeniesiony do aresztu na Mokotowskiej, gdzie w jednej celi przebywał z Adamem Doboszyńskim i Zygmuntem Szendzielarzem-Łupaszką. W październiku 1949 r. skazany na 15 lat kary pozbawienia wolności. Karę odbywał w zakładach karnych we Wronkach i Sztumie. Przebywał również w Obozie Pracy nr 3. Na wolność wyszedł 5 maja 1956 r. W tym samym roku podjął pracę w Biurze Konstrukcyjnym Przemysłu Motoryzacyjnego, a także ożenił się z córką pułkownika Adama Borkiewicza, koleżanką z batalionu „Zośka”, Anną. W latach 1957–1978 pracownik Biura Projektów Miastoprojekt, od 1978 do przejścia na emeryturę w 1982 r., pracował w Centralnym Ośrodku Badawczo-Rozwojowym.
Był autorem Słownika biograficznego żołnierzy batalionu „Zośka” do książki ]Anny Borkiewicz-Celińskiej Batalion Zośka. Pełnił funkcję przewodniczącego Komisji Historycznej Środowiska byłych Żołnierzy Batalionu „Zośka”. Członek Społecznego Komitetu Opieki nad Grobami Poległych Żołnierzy Batalionu „Zośka” oraz Komisji Historycznej Światowego Związku Żołnierzy Armii Krajowej.
W 1990 awansowany na podporucznika. Pochowany na Cmentarzu Wojskowym na Powązkach w Warszawie (kwatera 5A-7-28).

## Odznaczenia
- Krzyż Walecznych (1944)
- Srebrny Krzyż Zasługi (1972)
- Medal za Warszawę 1939–1945 (1973)
- Krzyż Kawalerski Orderu Odrodzenia Polski (1980)
- Srebrny Krzyż za Zasługi dla ZHP z Rozetą i Mieczami (1993)
- Krzyż Oficerski Orderu Odrodzenia Polski (2012, za wybitne zasługi dla niepodległości Rzeczypospolitej Polskiej, za działalność społeczną i kombatancką)[6]